# Các giai đoạn phát triển tâm lý xã hội của Erikson
Các giai đoạn phát triển tâm lý xã hội của Erikson, được phổ biến vào nửa sau của thế kỷ 20 bởi Erik Erikson phối hợp với Joan Erikson, là một lý thuyết phân tâm học toàn diện xác định một loạt tám giai đoạn mà một cá nhân phát triển khỏe mạnh phải vượt qua từ giai đoạn sơ khai. đến tuổi trưởng thành muộn.
Lý thuyết giai đoạn của Erikson đặc trưng cho một cá nhân tiến qua tám giai đoạn cuộc sống như là một chức năng đàm phán các lực lượng sinh học và văn hóa xã hội của họ. Mỗi giai đoạn được đặc trưng bởi một cuộc khủng hoảng tâm lý xã hội của hai lực lượng xung đột này. Nếu một cá nhân thực sự hòa giải thành công các lực lượng này (thiên về thuộc tính được đề cập đầu tiên trong cuộc khủng hoảng), họ sẽ xuất hiện từ giai đoạn với đức tính tương ứng. Ví dụ, nếu một đứa trẻ bước vào giai đoạn chập chững (tự chủ so với xấu hổ và nghi ngờ) với sự tin tưởng nhiều hơn là không tin tưởng, chúng mang đức tính hy vọng vào các giai đoạn còn lại của cuộc đời. Những thách thức của các giai đoạn không hoàn thành thành công có thể được dự kiến sẽ trở lại như là vấn đề trong tương lai. Tuy nhiên, việc làm chủ một giai đoạn là không bắt buộc để tiến tới giai đoạn tiếp theo. Kết quả của một giai đoạn không phải là vĩnh viễn và có thể được sửa đổi nhờ những kinh nghiệm sau này.  

## Các giai đoạn
| Tuổi gần đúng                      | Đức tính         | Khủng hoảng tâm lý xã hội        | Mối quan hệ đáng kể          | Câu hỏi hiện sinh                                              | Ví dụ                                             |
| Thời thơ ấu Dưới 1 năm             | Mong             | Tin tưởng so với Không tin tưởng | Mẹ                           | Tôi có thể tin tưởng thế giới?                                 | Cho ăn, bỏ rơi                                    |
| Thời thơ ấu 1-3 năm                | Sẽ               | Tự chủ so với Xấu hổ / Nghi ngờ  | Cha mẹ                       | Là tôi ổn chứ?                                                 | Huấn luyện vệ sinh, quần áo                       |
| Thời thơ ấu 3-7 năm                | Mục đích         | Sáng kiến vs. Cảm giác tội lỗi   | gia đình                     | Tôi có thể làm, di chuyển và hành động không?                  | Khám phá, sử dụng các công cụ hoặc làm nghệ thuật |
| Tuổi thơ trung niên 7-10 năm       | Năng lực         | Chăm chỉ cần cù vs. Tự ti        | Hàng xóm, trường học         | Tôi có thể làm cho nó trong thế giới của con người và mọi thứ? | Trường học, thể thao                              |
| Tuổi 10-25 năm                     | Lòng trung thành | Danh tính vs. Nhầm lẫn vai trò   | Đồng nghiệp, Mô hình Vai trò | Tôi là ai? Tôi có thể là ai?                                   | Các mối quan hệ xã hội                            |
| Trưởng thành sớm 25-40 năm         | Yêu và quý       | Thân mật so với Sự cách ly       | Bạn bè, đối tác              | Tôi có thể yêu được không?                                     | Mối quan hệ lãng mạn                              |
| Tuổi trung niên 40-80 năm          | Quan tâm         | Sáng tạo so với Đình trệ         | Hộ gia đình, đồng nghiệp     | Tôi có thể làm cho cuộc sống của tôi được tính?                | Làm việc, làm cha mẹ                              |
| Người trưởng thành muộn 80 trở lên | Sự khôn ngoan    | Bản ngã toàn vẹn vs. Tuyệt vọng  | Nhân loại, loại của tôi      | Có ổn không khi là bản thân mình?                              | Suy ngẫm về cuộc sống                             |